# Materials Studio
Materials Studio 是一个用于材料模拟和建模的软件，由 Accelrys 开发。
这个软件被许多大学、研究中心以及高科技公司使用，以研究各种各样的材料，比如高分子、碳纳米管、催化剂、金属、陶瓷等等。
Materials Studio 是一个主从式架构的软件包，客户端运行在基于 Microsoft Windows 的个人电脑上，服务器则运行在基于 Windows 或者 Linux 的个人电脑、LinuxIA-64 工作站（如硅谷图形公司（SGI）的 Altix）或是 HP XC 集群上。

## 软件组件
- Analytical and Crystallization（分析和结晶化）：观测、预测以及修改晶体结构和晶体生长
  - Morphology（形态学）
  - Polymorph Predictor（多晶型预测）
  - Reflex, Reflex Plus, Reflex QPA：辅助衍射数据的解释以确定晶体构型，以及验证实验和计算的数据。
  - X-Cell：指示中等和高质量的粉末衍射数据，包括来自 X 光、中子或是电子辐射源的衍射数据。
- Quantum and Catalysis（量子和催化）
  - Adsorption Locator（吸附定位器）：寻找各种材料（如沸石、碳纳米管、二氧化硅凝胶以及活性炭等）最稳定的吸收点。
  - CASTEP：预测电子、光学以及结构性质。
  - ONETEP：进行线性标度密度泛函模拟。
  - DMol3 （页面存档备份，存于）：用于预测材料性质的量子力学方法。
  - Sorption：预测基础性质，比如吸附等温线（或加载曲线）和亨利常数。
  - VAMP：分子的一系列物理性质和化学性质的高速计算，比如药物研发中的快速筛选。
  - QSAR /QSAR Plus：利用光学物理化学性质来鉴定化合物。
- Polymers and Classical Simulation（高分子和经典模拟）：构造和描述孤链或大块高分子的模型，并预测它们的性质。
- Materials Component Collection（材料组件采集）
- Materials Visualizer（材料可视化工具）

## 基本工作流程
- 使用 Materials Visualizer 构造或是导入图形化的材料模型。
- 使用量子力学方法、半经验方法或是经典模拟来确定精确的结构。
- 预测或分析各种各样的所需性质。